# Estación de Empalme
Empalme es una estación de la línea 5 del Metro de Madrid situada en la intersección de la avenida del Padre Piquer con la calle Tembleque, en el madrileño distrito de Latina.
La estación está sobre tierra en trinchera, o sea, a un nivel más bajo que sus alrededores. Los andenes están cubiertos para proteger a los pasajeros de la intemperie.

## Historia
La estación abrió al público el 1 de abril de 1961, dos meses después de abrir el F.C. Suburbano de Carabanchel a Chamartín de la Rosa, línea de la que formaba parte. El curioso nombre de Empalme viene de su relación con la línea Madrid-Almorox. Esta línea, que partía desde la desaparecida estación de Goya, cruzaba en un paso elevado por encima del F.C. Suburbano entre las estaciones de Aluche y Campamento, donde las vías iban dentro de una trinchera. Se decidió hacer un apeadero en la línea ferroviaria con el nombre de Empalme-Goya y así establecer la correspondencia.
Posteriormente ya con la desaparición de línea Madrid-Almorox, y la construcción de viviendas por COPASA, ésta habilitó otra pasarela para el tránsito de personas hacia la calle Escalona. La estación del F.C. Suburbano pasó a pertenecer a Metro de Madrid el 17 de diciembre de 1981, entonces incorporada a la línea 10 hasta 2002 cuando pasó a estar incorporada a la línea 5. Actualmente sigue como estación de metro dando servicio a un barrio mucho más poblado que lo que estaba la zona cuando se abrió la estación.
El 28 de junio del 2010 se inauguró el túnel del tramo entre Empalme y Campamento.

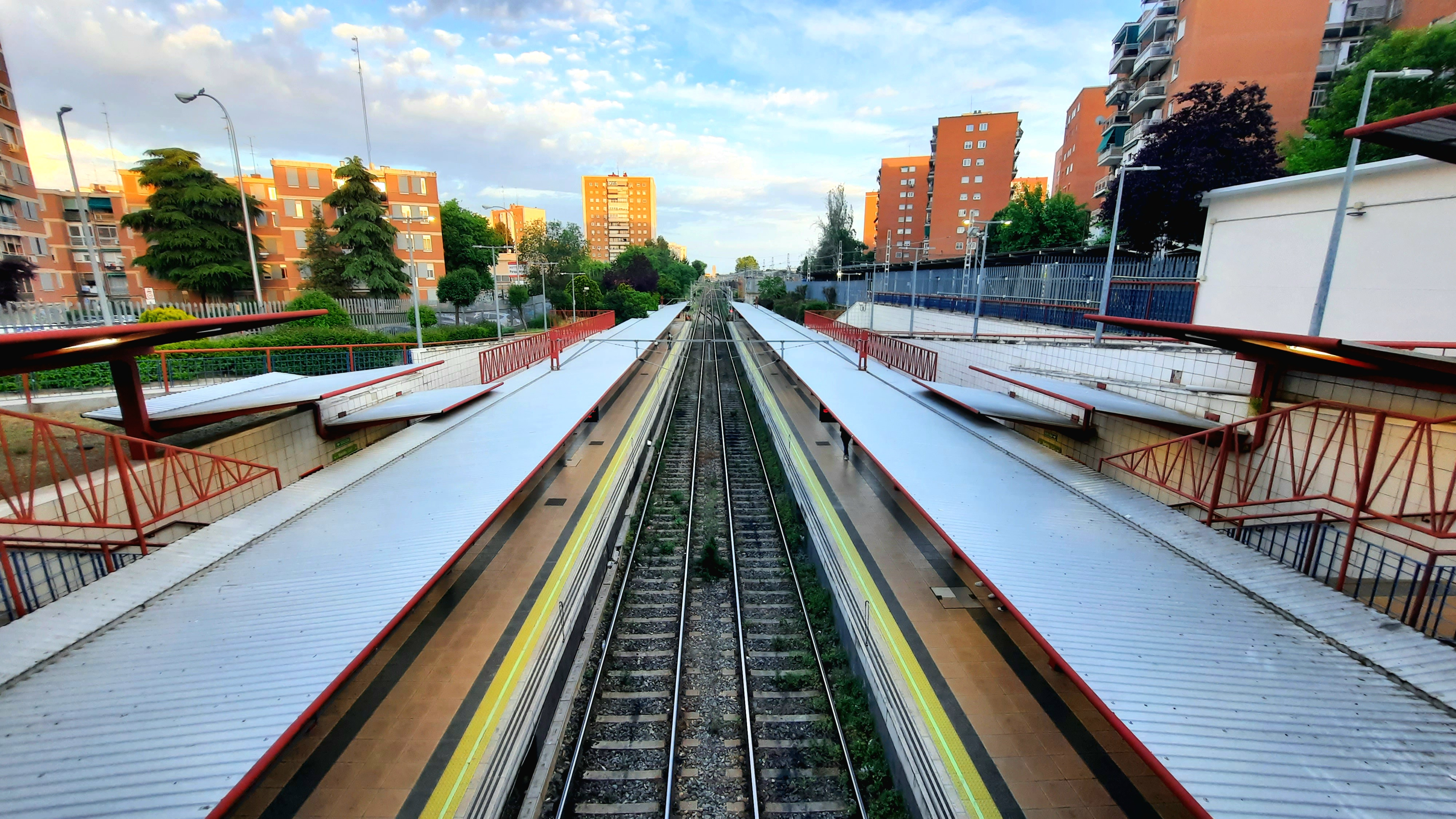
Vista superior de la estación

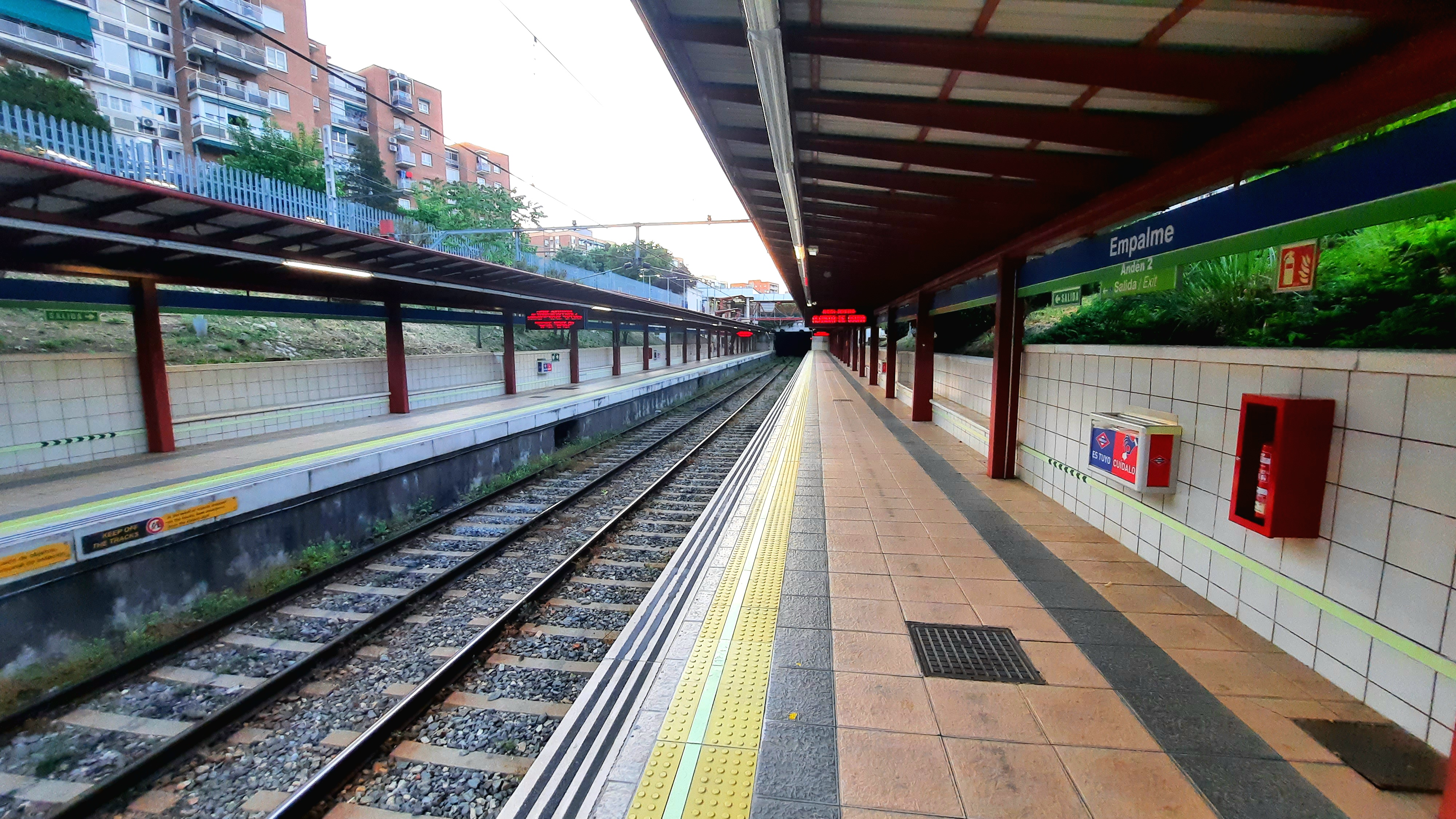
Andenes de la estación

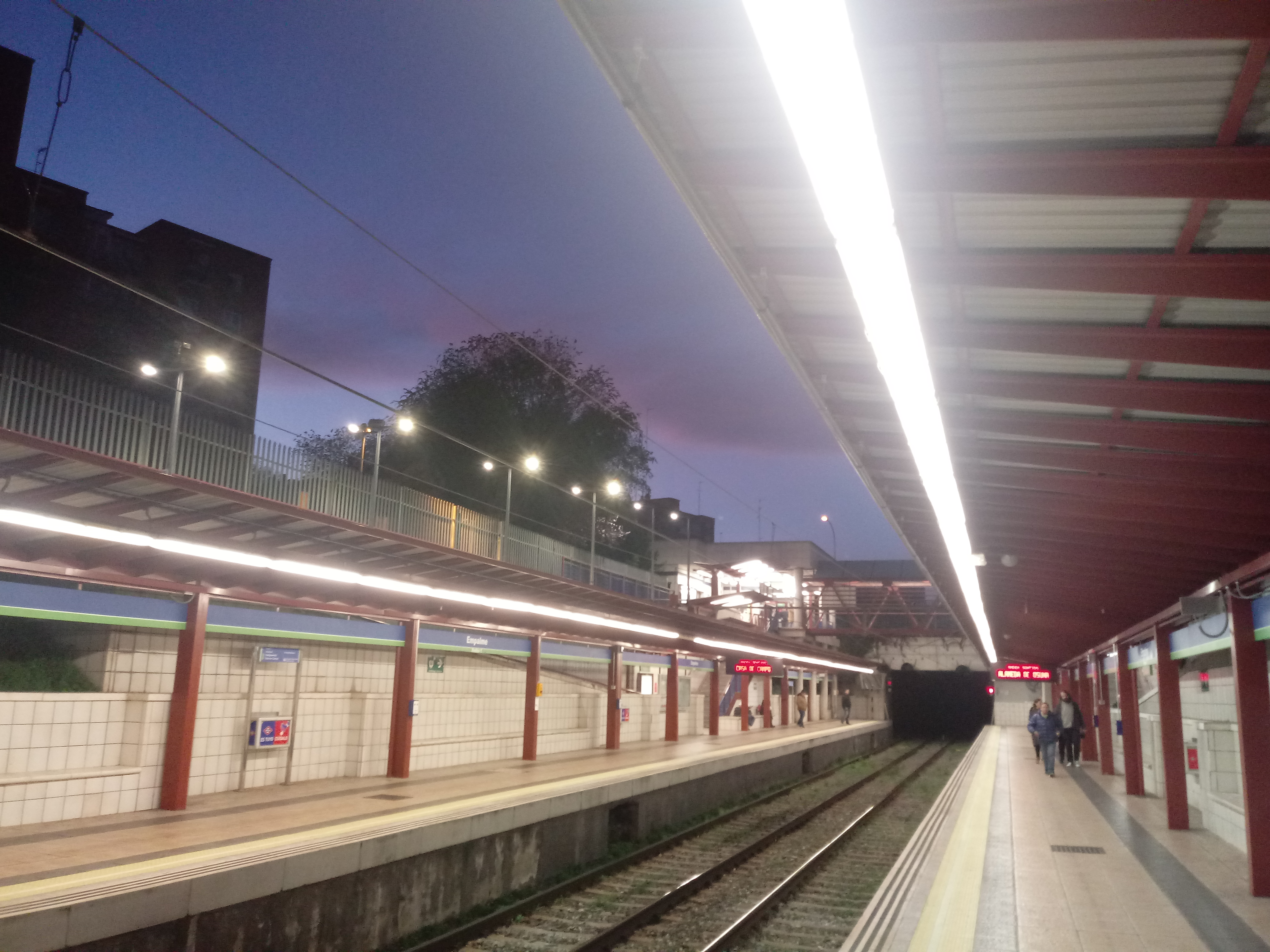
Andenes de la estación de noche

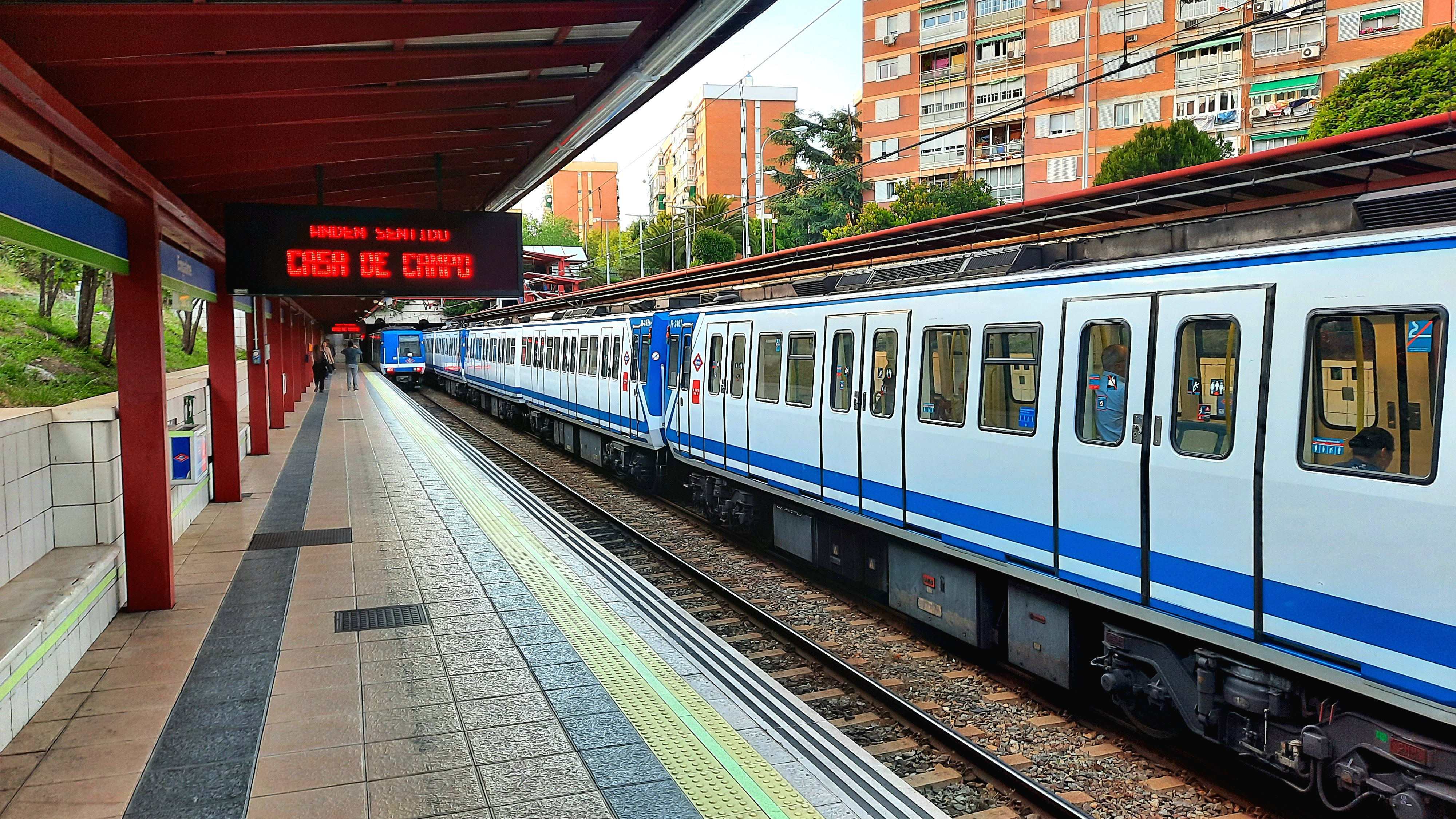
Trenes de la serie 2000A en la estación

## Accesos
Vestíbulo Empalme

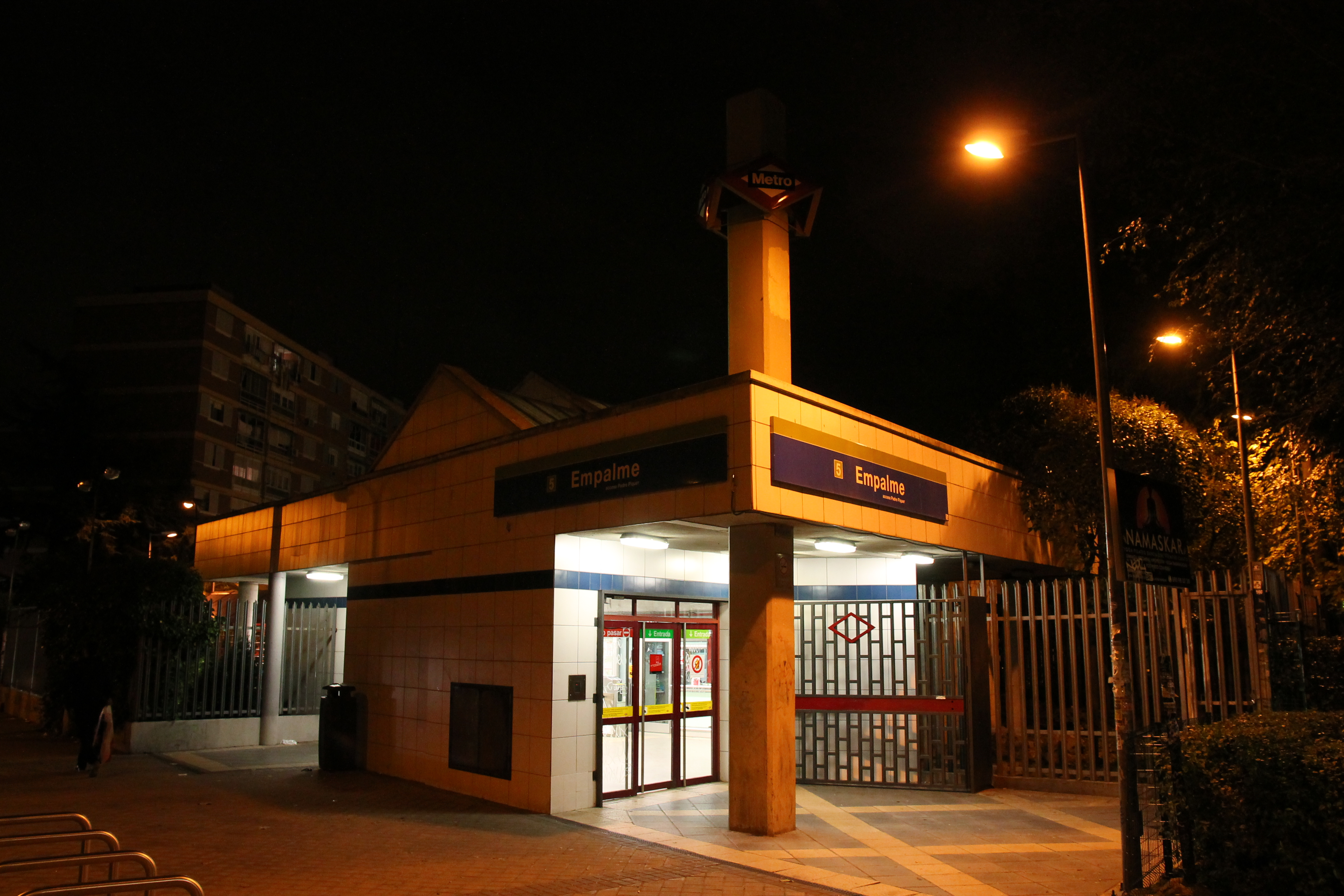
Acceso de noche

Es el único vestíbulo de la estación, contando asimismo con una sola salida, Padre Piquer , que da a la avenida del mismo nombre, a la altura del número 37 (esquina C/ Tembleque)

## Líneas y conexiones

### Metro
| << cabecera      | < estación | línea | estación > | cabecera >>   |
| ---------------- | ---------- | ----- | ---------- | ------------- |
| Alameda de Osuna | Aluche     |       | Campamento | Casa de Campo |

### Autobuses
| Diurnos |                      |                                      |
| Línea   | Destino              | Parada                               |
| 36      | Campamento           | 2325 EMPALME (Av. Padre Piquer, 27)  |
| 131     | Campamento           | 2325 EMPALME (Av. Padre Piquer, 27)  |
| 131     | Villaverde Alto      | 3208 EMPALME (Av. Padre Piquer, 56)  |
| H       | Campus de Somosaguas | 3208 EMPALME (Av. Padre Piquer, 56)  |
| 65      | Jacinto Benavente    | 3592 AVENIDA DE LOS POBLADOS-EMPALME |
| H       | Aluche               | 3592 AVENIDA DE LOS POBLADOS-EMPALME |

| Diurnos |                                                                               |                                                          |                           |
| Línea   | Destino                                                                       | Parada                                                   | Operador                  |
| 560     | Pozuelo de Alarcón                                                            | 8458 Av. Poblados-Empalme (Avenida de los Poblados, 4)   | Avanza Movilidad Integral |
| 561     | Pozuelo de Alarcón - Majadahonda - Las Rozas de Madrid                        | 8458 Av. Poblados-Empalme (Avenida de los Poblados, 4)   | Avanza Movilidad Integral |
| 561A    | Pozuelo de Alarcón - Majadahonda - Las Rozas de Madrid (por Universidad)      | 8458 Av. Poblados-Empalme (Avenida de los Poblados, 4)   | Avanza Movilidad Integral |
| 561B    | Pozuelo de Alarcón - Majadahonda - Las Rozas de Madrid (por Avda. Guadarrama) | 8458 Av. Poblados-Empalme (Avenida de los Poblados, 4)   | Avanza Movilidad Integral |
| 562     | Pozuelo de Alarcón                                                            | 8458 Av. Poblados-Empalme (Avenida de los Poblados, 4)   | Avanza Movilidad Integral |
| 563     | Pozuelo de Alarcón (por Urbanización Las Minas)                               | 8458 Av. Poblados-Empalme (Avenida de los Poblados, 4)   | Avanza Movilidad Integral |
| 564     | Pozuelo de Alarcón (por Somosaguas Sur)                                       | 8458 Av. Poblados-Empalme (Avenida de los Poblados, 4)   | Avanza Movilidad Integral |
| 571     | Boadilla del Monte (por Urbanización Montepríncipe)                           | 8458 Av. Poblados-Empalme (Avenida de los Poblados, 4)   | Empresa Boadilla          |
| 572     | Ciudad de la Imagen                                                           | 8458 Av. Poblados-Empalme (Avenida de los Poblados, 4)   | Empresa Boadilla          |
| 574     | Boadilla del Monte (por Ciudad Financiera)                                    | 8458 Av. Poblados-Empalme (Avenida de los Poblados, 4)   | Empresa Boadilla          |
| 591     | Boadilla del Monte (Facultad de Informática)                                  | 8458 Av. Poblados-Empalme (Avenida de los Poblados, 4)   | Empresa Boadilla          |
| 561     | Madrid (Aluche)                                                               | 3592 Av. Poblados-Meliloto (Avenida de los Poblados, 26) | Avanza Movilidad Integral |
| 561A    | Madrid (Aluche)                                                               | 3592 Av. Poblados-Meliloto (Avenida de los Poblados, 26) | Avanza Movilidad Integral |
| 561B    | Madrid (Aluche)                                                               | 3592 Av. Poblados-Meliloto (Avenida de los Poblados, 26) | Avanza Movilidad Integral |
| 562     | Madrid (Aluche)                                                               | 3592 Av. Poblados-Meliloto (Avenida de los Poblados, 26) | Avanza Movilidad Integral |
| 563     | Madrid (Aluche)                                                               | 3592 Av. Poblados-Meliloto (Avenida de los Poblados, 26) | Avanza Movilidad Integral |
| 564     | Madrid (Aluche)                                                               | 3592 Av. Poblados-Meliloto (Avenida de los Poblados, 26) | Avanza Movilidad Integral |
| 571     | Madrid (Aluche)                                                               | 3592 Av. Poblados-Meliloto (Avenida de los Poblados, 26) | Empresa Boadilla          |
| 572     | Madrid (Aluche)                                                               | 3592 Av. Poblados-Meliloto (Avenida de los Poblados, 26) | Empresa Boadilla          |
| 574     | Madrid (Aluche)                                                               | 3592 Av. Poblados-Meliloto (Avenida de los Poblados, 26) | Empresa Boadilla          |
| 591     | Madrid (Aluche)                                                               | 3592 Av. Poblados-Meliloto (Avenida de los Poblados, 26) | Empresa Boadilla          |
| 573     | Madrid (Moncloa)                                                              | 2325 Empalme (Av. Padre Piquer, 27)                      | Empresa Boadilla          |